# マテリアル・パズル ゼロクロイツ
『マテリアル・パズル ゼロクロイツ』は、原作：土塚理弘、作画：吉岡公威による日本の漫画作品。『月刊少年ガンガン』（スクウェア・エニックス刊）にて、2008年11月号から2009年11月号まで連載した後、2009年10月11日から2012年3月22日までガンガンONLINEに移籍して連載（移籍後も『血胤編』まではガンガン本誌にて数ページの予告編を連載していた）。また、後述の『天命編』までは月一連載だったが、『血胤編』以降は隔週連載となっている。

## 概要
土塚理弘の漫画『マテリアル・パズル』にて、伝説やおとぎ話として語り継がれる“女神と大魔王の戦い”の時代を描く作品であり、『マテリアル・パズル』の第0章という位置づけになっている。元来は『マテリアル・パズル』の第4章「神無」の一部として書かれる構想であった（『マテリアル・パズル 〜彩光少年〜』単行本第1巻のあとがき。マテリアル・パズル#第3章以降の構成についても参照）。
なお、本作は『起動編』、『召喚編』、『天命編』、『血胤編』の四部構成となっており、それぞれの最初の一字を繋ぎ合わせると、「起召天血（起承転結）」となる。
『マテリアル・パズル』とは時代が大きく隔たっており、世界観や登場人物、ストーリーも異なるが、所々に共通するキーワード（デュデュマ、星のたまご、存在変換、魔法〈マテリアル・パズル〉など）や描写が登場する。『血胤編』は特にそれが顕著となっている。
人間同士による魔法バトルを描いた『マテリアル・パズル』に対し、本作は魔法戦の要素を残しつつも「巨大怪獣対巨大ロボット」の色合いが強い。また、土塚自身が「僕が作画してたら辛くて描けない重い話が多い」と書いているように、『マテリアル・パズル』に比べてややシリアスな内容となっている。

## あらすじ
これは、メモリア王子グリンが、自らの禁断魔法「ゴッドマシン」を用いて魂を「時の封印」に閉ざされた時代（=「女神と大魔王」の伝説が生まれた時代）に飛ばし、そこで見聞した出来事の記録である。
とある海に浮かぶ孤島・ポッカ島の港に、一隻の船が事前通告無しに入港してきた。大国・マジェンガから来たというその船は、急病人が発生したため治療を求めてきた。だがその急病人であるはずの乗員・マルキスは、船が港に入るや否や、島の中に飛び出してしまった。
島の少年ベルジはマルキスを探すために島中を走り回るが、その頃島では異変が起きていた。沖合に人類の敵「鉄身の巨人」が現れたのだ。船はマジェンガの「鉄身の巨人討伐隊」のもので、曳航していたコンテナには巨人の片腕が入っていた。巨人は腕を奪い返すと、島への上陸を開始した。
島の内陸部にある巨大な骨の化石の荒野でマルキスを発見したベルジだが、直後に起きた崖崩れで土砂の下敷きになってしまう。そして彼の脳裏に入り込むイメージ―島に上陸し、村を破壊し、動物たちを殺戮する鉄身の巨人。次の瞬間、ベルジは骨の化石―「魔王の骨」とともに立ち上がり、一体化した。大地の守護神デュデュマが産んだ守護騎士「クロイツ」が一体「フェーダードライ」の復活である。
遙か離れたマジェンガの地で、この国の最高指導者ミトは、ポッカ島の事件を全て見通していた。彼女はフェーダードライの回収とベルジの招聘を命じる。

## 登場人物

### 主人公
ベルジ・タスク
本作の主人公の一人。17歳。ポッカ島で生まれ育った少年。幼馴染のシュウガとクリムは兄弟のような存在である。魔獣「デスレオン」に騎乗する才能を持つ。島に眠っていた「魔王の骨」に選ばれ、ロボット討伐のためにマジェンガ国へ旅立つ。
訓練無しでクロイツを操り、更に僅か2回の融合で魔法を使えるようになるほどの能力を持つ特異な存在。
実は幼少時からデスレオンに乗って遊びや狩の特訓してばかりいたため、勉強を全くしておらず字が読めない。また、船酔いする体質。
その根底には父親は最後まで逃げなかったという想いがあったが、融合テストの際に真実を知ってしまい、さらに親しくなったアドーの死も重なり、死の恐怖を抱いてしまう。そして、一時マジェンガ魔法陣を去ってしまうが、メルパトラの命を懸けた戦いを知ったことで再びマジェンガ魔法陣に戻り、特選コースに入る。特選コース終了後の2か月で次々とロボットや炉を破壊し、女神ミトに並ぶ存在となっている。
クロイツの影響を顕著に受けており、ロボットを破壊することへの衝動や戦うことへの強い高揚を覚えるなど、やや危うい面も見られる。また上述の通り、父の影響も大きく序盤から中盤にかけては不安定な面が散見された。だが、上述の通りメルパトラへの想いを自覚してからは、一貫して彼女のために行動している。
紫ノ珀龍との戦いでフェーダードライとの完全融合を果たし、戦いの時以外は目覚めない深い眠りに陥る。
北極大陸に向かったメルパトラの危機に、フェーダードライに変換して駆けつける。強大な二体の虹に苦戦を強いられ、満身創痍になりながら辛くも勝利を収めるが、戦いの終わりとともに力尽き帰らぬ人となってしまう。
しかし、一体化したフェーダードライの中にわずかに意識を残しており、シュウガの計らいによりメルパトラの前に魂として姿を現し、彼女を励まし奮い立たせた。
シュウガ・クロウ
本作の主人公の一人。ベルジの幼馴染の少年。17歳。ベルジ同様、デスレオンに騎乗することができる。当初はマジェンガ国からの誘いを断っていたが、ベルジのために自身も討伐隊として参加することを決意する。
クールな外見で無愛想な面もあるが、実際は仲間思いの性格。ベルジ同様の理由で字が読めない。加えて船酔いする体質。絵が上手く、左利き。よく寝る。酒に弱い。そんな性格であるがやや天然な部分もあるようで、カバー下などでは顕著にその点が描かれている（昼寝の夢で空を飛んでいたりする）。彼の父親曰く、生来は「母に似て臆病だった」らしい。その母は既に亡くなっており、父も彼が幼い頃島を去っている。
融合テストで高い数値を出し、特選コースに入る。8か月経過した時点ではシルトツヴァイとフィーアとの融合に成功している。ベルジを超えるためフェーダードライとの融合を何度か試みていたが、ベルジとの結びつきが強すぎるため一度も成功には至らず、結局ベルジと完全融合してしまったため、ベルジが生きている間のフェーダーとの融合は叶わなかった。
クロイツの訓練中に襲来した二体の虹との戦いでフィーアと融合し、魔法を発動させる。その後、虹の攻撃から庇ってくれたベルジに対する借りを返すため、ミトが戦わなくて済むようフラメアインスと決死の融合を果たす。
ベルジの死後は、常に彼を目標とし後を追っていたため、彼がいなくなったことで道を見失ってしまい自らも一時死を考える。しかし、目の前に現れたベルジの幻影に道を示され、答えを得て世界を救う決心をする。ベルジにメルパトラへの最後の言葉を伝えさせるために六大石を用いてフェーダードライを取り戻した後、彼女の元へと向かい、そして共に戦場へ駆けつける。
デュデュマとの戦いではヌルを開放し、後の禁断五大魔『マザー』を創造。デュデュマを解放する。戦いが終わった後はしばらくマジェンガで暮らしていたが、クリムからミトの行く末を聞いた後、故郷であるポッカ島へ帰っていった。
作中もっとも多くの種類のクロイツと融合できた人物となる。
クリム・テイル
本作の主人公の一人。17歳。明るくムードメーカー的な役割を担う少女。ベルジ、シュウガの幼馴染の少女だが、二人よりも少しだけ生まれたのが遅い。弓が得意。出発は成人の誕生日前日だったためついて行くことを島の住人に反対されたが、出発の日クロが運び込もうとした酒樽が割れて中の酒が船長にかかり酔いつぶれてしまったため日程が一日延び、晴れてベルジとシュウガの保護者役として、二人と一緒にマジェンガ国へ行くことになる。
クロイツとの融合の才能はほとんど無いに等しく、皆の力になれずにいることを引け目に感じている。後に、虹との戦いで負傷したメルパトラを介助するようになり、彼女の良き友人となる。元々都会へ興味を持つほどミーハーな面もあってか、マジェンガの生活にいち早く馴染んでいた。
『血胤編』では戦意喪失したミトに代わって戦おうとするが、ミトがその姿に心動かされたため戦う事はかなわなかった。全ての戦いが終わった後、ベルジとシュウガ、ミトの側にいた事を理由に一連の戦いを後世に伝える語り部として抜擢される。
カバー下4コマではミトと並んで主役に抜擢されており、体重・スタイルを気にしている点などがコミカルに描写されている（ギャグ描写であり本編との関係性は不明）。

### 融合者
ミト・ジュエリア
「女神」と呼ばれるマジェンガの事実上の最高指導者で、クロイツ「フラメアインス」の融合者。15歳。見た目は普通の少女だが、鋭く威厳に満ちた佇まいをしており、さらに訓練なしでクロイツと融合することができる。また、額と喉元には刺青のような文様が刻まれている。
遠く離れた場所のことを知る「仙里算総眼図」と、虹との戦いで戦死した父セトと兄リトの能力を継ぐ「支魂の術」という能力を持つ。その他にも、常軌を逸した身体能力や、離れたところから物を動かす念動力なども身に付けている。なお、父と兄だけでなく、母親も病によって亡くしている。
彼女と直接会うことができるのはマジェンガ国内でも一握りの人間だけで、ほとんどの人は顔を見たこともない。普段はローブを羽織り、四人の女性を従えて行動している。
「メルパトラ・アーロ」というもう一つの名を持ち、本人はこちらを本名としている。この名前で行動するときは普段羽織っているローブを脱ぎ、元気で明るい歳相応の女の子らしい表情を見せる。また、お付きの四人からは非常に慕われているようで、カバー下の4コマでは特にその親しさが強調して描かれている（クリム同様ギャグ描写であるが）。また、カバー下4コマでは本編以上にはっちゃけた行動が多く、同時によりはっちゃけた四人組に辟易する面も。
自分と同じく訓練なしにクロイツを起動させたベルジに注目し、マジェンガに招くよう命じた。そのベルジには一種の期待をかけると同時に、淡い恋心のような感情（リトに似ていると評したこともあり、兄を投影しているともいえる）も抱いている。
虹討伐の遠征において、窮地に立たされたことで支魂の術の極限技である「マジック・パイル」を使用させられ、一時は生死の境をさまようほどの危険な状態に陥ってしまうが、なんとか一命はとりとめ、リハビリを続けて徐々に回復していった。
健康を取り戻した後は、戦いを有利に運ぶための情報を求めてグランドゼロの眠る北極大陸へ赴くが、起動したグランドゼロの内部に取り込まれ、さらに起動に反応して現れた二体の虹によってグランドゼロと共に倒されかけていたところ、駆けつけたベルジに間一髪のところで救われる。ベルジの奮闘のおかげで命を拾い無事マジェンガに帰るものの、彼が他界した悲しみで塞ぎ込み、部屋に閉じこもるようになってしまう。
デュデュマの侵攻に対しても立ち上がれずにいたが、死をもいとわずに「廻天の術」を使用しようとするクリムの姿に心動かされ、半ば自棄になって自らが廻天の術を使いデュデュマに挑もうとする。その前にシュウガの変換したフェーダードライが姿を現し、フェーダーの中に残っていたベルジの魂と対話する。そして、彼の激励で完全に気力を取り戻し、フラメに変換し戦場に馳せ参じる。
戦いが終わった後、「廻天の術」により余命僅かとなるものの、解放されたデュデュマに宇宙に命の種を蒔く者として選ばれ旅立っていった。その際にクリムに別れの言葉を言い残しているものの、ミトの希望により周囲にはこの事は伏せられ行方不明扱いとなっている。
レオドリス
とある国にて国境に接近するロボットを討伐しているクロイツ「シルトツヴァイ」の融合者。長髪で眼鏡をかけたインテリ風の青年。趣味はダーツ。
魔力を矢として放つ能力を持ち、その技でベルジとシュウガの能力が規格外のものと看破した。
ロボットが故郷の村に迫っている中、先祖代々の土地に固執する住民が誰ひとり避難しないのに対して「この大地のものでないロボットに滅ぼされるのが運命とは思えない」としてただ一人脱出した過去を持つ（本人は「逃げた」と表現）。
冷徹な性格で、ロボット討伐のために自分を慕う者の心情を利用して囮に使ったりしているが、それについての自責の念も持っている。その反面、自身を才能や素質に恵まれなかった者とみなしており、一種のコンプレックスを持つ。ミトに対しては畏怖を抱いており、凄い剣幕で叱責されて怯える一面も見せる。同時に彼女の存在こそが希望であり、失われてはいけないと強い決意を固めており、決戦の際には自分が刺し違えても彼女を守るつもりであった。
二度目の虹との戦いで蒼ノ彗龍を道連れに命を落とす。その後、「星の樹」の中でベルジを激励していった。
セト・ジュエリア
ミトの父親。マジェンガでは伝説的英雄として語り継がれている。
石使いの一族（『マテリアル・パズル』において石に宿る精霊を行使するサンとの関係は不明）に生まれ、火使いの一族である妻とともにクロイツ（フラメアインス）の発見に成功、最初の融合者となった。北の大平原での黄ノ卍龍との戦いでゼロクロイツを使い戦死している。
リト・ジュエリア
ミトの兄。父からフラメアインスを継ぎロボットと戦ったが、緑ノ深龍との戦いで戦死している。
その風貌はミトに酷似している（喉元に文様がない点が違う）。また、ミトはベルジをリトに似ている、と評したことがある通り、その姿はジュエリア一族の特徴を持ちつつもベルジに似たものだった。

### 女神の三十士
マスターパイネル
本名パイネル・ジュエリア。マジェンガ魔法陣の最高責任者にして、自身も30人目の三十士である女性。マジェンガ魔法陣の政治的やり取りを行うほか、全体指導なども担う。口調は年相応なものであるが、考え方は非常にドライでシビア。魔法陣に必要なものは才能・実力よりも精神であるとして、脱退者は受け入れないなどのかたくなな決意を秘めている。
また格闘術でも優れたものを持っており、格闘訓練中に本気になったベルジ・シュウガの二人を軽くいなして見せたこともある。シュウガとは衝突することが多く、言うことを聞かない彼に制裁を加えることも少なくない。
自分達の都合ばかりで現場のことを理解していないジュエリアガーデンのことを快く思っていない。特にジュエリアガーデン代表のチェルチェに対しては非常に強い嫌悪感を持っており、自室には彼をモデルにしたうさ晴らし用のサンドバッグ人形がある。
女神ミトとはいとこの間柄であり、彼女とはその家族のセトやリトも含め親しくしていた。そのため、彼らを無理矢理戦わせようとしていることも、ジュエリアガーデンに対する不快感を募らせる一因となっている。また、ミトと血縁関係にあるため、フラメアインスと融合できる可能性を秘めている。
訓練中の虹の襲来時に、ジュエリアガーデン所属の三十士が持っていた「寄生丸」を使い強引にフラメアインスと融合し、他のクロイツと共闘し見事蒼ノ彗龍の破壊に成功する。しかし、寄生丸の副作用から二度と戦えない身体になってしまい、やむなく魔法陣統括者を退く。だがその後も、松葉杖をつきながらではあるものの、三十士の皆を指揮し続けた。
ベルジ・タスク
シュウガ・クロウ
クリム・テイル
→主人公の項を参照。
マルキス
マジェンガの魔獣騎兵隊隊長を父に持つ少年。当初は生意気な言動が多かったが根は素直で、後述のポッカ島の一件以降は態度を改めた。背は低く、ぽっちゃりとした体型だったが、シュウガに「痩せろ」と言われたことから、マジェンガ魔法陣入学試験で再会した時には痩せて美少年とも言えるほど違う姿になっていた。
「鉄身の巨人討伐隊」の船での生活に退屈していた彼が、仮病を使ってポッカ島に船を入港させた事が、ベルジたちがクロイツとロボットに関わる原因を作った。
ポッカ島での一件の後、父親に無断でマジェンガ魔法陣に入学する。魔獣操心試験で、かつて目の前で母親がデスレオンに殺されたトラウマを克服し、魔獣を手なずける事に成功するが、同時に融合者候補としての自身の限界を悟り、試験官として訪れた父親の説得を容れて退学する。
カバー下ではついにはクリムのダイエットシリーズの標的にされてしまう。
アドー
マジェンガと対立する大国・アルト出身の男。母国での厳しい訓練を経てマジェンガ魔法陣に送られた6人の訓練生のひとりでリーダー格。好物は飴。26歳。
アルトは裕福な国だが、アドーら6人は貧困層の出身で、家族や仲間を養うために融合者の道を選んだ。
他国出身者を見下しているアルト人訓練生の中でベルジやシュウガに興味を持ち、格闘試験を通じてベルジの力を認め友情を結ぶが、その翌日、魔王の骨（フェーダードライ）との融合試験で死亡する。それまでの試験で群を抜いた優秀な成績を残しており、その強力な力がフェーダードライと過剰反応を起こした結果だった。
死の前日のベルジとの会話で、国家の期待や仲間たちからの信望をプレッシャーに感じている事を吐露し、ベルジやシュウガを「未来のパートナー」と呼んでいた。それだけに、ベルジの受けた衝撃は大きかった。
アースカルフ
目の周りに何重もの隈がある不気味な少年。ベルジやシュウガ、アドーに次ぐ高い才能を誇り、特選コースにもシュウガ、ナツメと共にいち早く選抜された。故郷では悪魔と呼ばれ恐れられており、 強敵を求めロボットとの戦いに身を投じた。
普段は口数が少なく無愛想で、危険な雰囲気を漂わせているが、思いの外に仲間思いであり、シロサギの情けない発言を周りに言いふらすなど、お茶目な面を垣間見せることも。また、感情の起伏が激しいところがあり、平時は冷たい空気を醸し出しているものの、場合によっては感情をむき出しにした本来の凶暴な性格を露わにする。その極端な感情の変化は、後に手にすることになるヒッツェフュンフに対して非常に適した気質であった。自分より才能があるベルジやシュウガに対しては苛立ちを隠せずにいるが、同時にその実力を高く評価してもいる。
なお、登場する人物の中でも特に喋り方・声などに特徴があるらしく、吹き出しと文字フォントがややおどろおどろしいものとなっている。
二体の虹の襲撃時にはシュウガ、シロサギと共にフィーアと融合し、その後は亡くなったレオドリスに代わり一時シルトツヴァイを操っていた。
虹の全滅後、故国に帰還したところ、悪魔呼ばわりから一転、英雄として迎えられ、政府の人間からフュンフの起動を要求される。そして、デュデュマ勢の侵略によるマジェンガの危機にフュンフに変換し駆けつける。
ナツメ
高い才能を誇り、初期から特選コースに進んでいるおかっぱ頭の少女。同郷のロックウッド、エコルドの二人とよく一緒におり、不甲斐ないエコルドにはしばしば手を上げている。また、同じ三十士のテレサにはよく突っかかられている。
口が悪いところはあるが、根は優しく面倒見がよい。後述の通り、ともにフィーアとして戦うテレサ・エンドとは必然的に接する機会が多く、その一面が垣間見られる。中でもエンドに対しては良き先輩としてのポジションをとり、繊細な彼女を励ましている。テレサに対しても突っかかってくる姿勢を好ましく思っている（あるいは楽しんでいる）様子があり、一概に仲が悪いわけでもない。
テレサ、エンドと共にフィーアと融合して戦う。フィーア起動時は中心核を担っており、三人組のリーダーにある。自身の実力に自信を持っているが、同時にベルジの能力を「化物」と評するなど、他のメンバーの実力を客観視出来るだけの冷静さもある。
なお、カバー裏ではクリムのダイエット相談で、いちいち「テレサを参考にすればいい」と言ってクリムを使い、テレサをからかっているような面も描かれた（これもまた本編とどこまでリンクしているのかは不明）。
虹の全滅後はエコルドらと共に一旦故郷へと戻るが、デュデュマの侵攻に立ち向かうため再びマジェンガに集結する。デュデュマとの戦いが終わった後は滅んだ故郷に代わり、新しい故郷を立ち上げる。
シロサギ
白髪に褐色の肌が特徴の少年。アースカルフやナツメには劣るものの高い才能を持ち、途中から特選コースに編入した。
魔法陣入学当初は大口を叩いていたが、徐々に情けない姿が増えていった。だがその明るく一種ひょうきんさも持ち合わせた言動から、三十士のムードーメーカーとしての役割を果たしている面もある。また、へたれても覚悟を決めて戦いに臨むなど、戦士の面もある。
女好きでよく言い寄っているが、三十士の女性陣からは冷たくあしらわれている。あまり頭は良くないらしく、知力テストにおいて「我ながらひでー出来」と言っていた。また、鼻がよく利くようで、メルパトラがベルジを訪ねて魔法陣の男子寮に侵入した際には、「女の匂い」を嗅ぎ取っていた。なお、格闘技では寝技が得意らしい。
訓練中の虹の襲撃に際してはシュウガ、アースカルフと共にフィーアと融合し、大魔王デュデュマの軍勢との戦いではシルトツヴァイに変換し戦った。
テレサ
常に口元をマスクで覆って隠している女性。ことあるごとにナツメに突っかかっては憎まれ口を利いている。編入組の一人である。
彼女もすぐれた実力を持っているが、性別あるいは能力評価という点にコンプレックスがあるらしく、アースカルフに「女の出る幕じゃない」と言われ憤ったり、女性陣でトップの実力を持つナツメに突っかかったりする。また、ナツメの安い挑発に乗ったり協調性が薄いなど、コミュニケーションの面でやや不安な要素を持っている。
マスクで口を隠しているのは祖国の文化が理由であるが、それと同時にごく個人的な理由もある。それはフィーアメンバーから「可愛いなおい！」、という心の声と共に二人が赤面するほど乙女チックなものだった。
ナツメ、エンドと共にフィーアと融合する。エンドよりも制御出来ているが、ナツメに比べるとやや粗い。 融合時に衣服が残っている珍しい人物でもある（マスク）。
秘密を知られてからは徐々に性格も丸くなり、またフィーア組との連携も取れるようになってくる。
デュデュマとの戦いの後は女子騎馬隊の隊長となる。
エンド
左目を髪で覆っている内気な少女。編入組の一人。ナツメに励まされることが多く、自信は薄いながらも懸命に特訓に参加し自分を鍛えようとしている。親睦を深めるために手製料理を持参してフィーアメンバーでのピクニックを開くなど、気弱で繊細な分、優しく思いやりと協調性のある性格の持ち主でもある。また、仲良くなったからなのか、意外に言いたいことははっきり言うところもある。料理の腕は良いらしく、ナツメもほめている。
ナツメらと一緒にフィーアと融合する。三人の中では最も未熟なため制御に苦しむ場面も多い。しかし、徐々に実力をつけるほか、フィーア組の連携を上げるために上述の通りピクニックをもうけるなど、積極性も見せるようになる。
デュデュマとの戦いが終わった後は孤児院の先生となる。
アカルレン
クールな青年。シルトツヴァイとの融合資格を持ち、シロサギらと同じく途中から特選コースに加わった編入組である。沈着な態度で三十士を仕切ることもある。が、肉体的な能力においては他の者たちに比べて劣るらしく、訓練中の事故で怪我をするなどの面も。
虹との決着後はミーシャー公国にシルトツヴァイを返還する任務に当たり、沈黙した筈のロボットの突然の再起動から人々を護るため存在変換する。しかし、デュデュマの下僕となったフェーダードライが現れ、その圧倒的な力に為す術もなく敗れ、死亡する。
キング
17歳の男。年齢の割りにやけに老けた見た目をしている。
登場時は威張り散らして周囲を威圧していたが、シュウガの操るキマイラに驚愕し、以降はシュウガを兄貴と呼び慕うようになる。結局クロイツ融合することはなかったが、細かい点で活躍し続けた。
シャギー
アドーのお付きのアルト国訓練生の青年。他のメンバー共々アドーに心酔し、当初は彼より目立っていたベルジとシュウガを敵視していた。後に突如舞い込んだアドーの訃報に泣き崩れ、他の仲間はショックの余り魔法陣を辞め故国に帰ってしまうが、シャギーだけはアドーの遺志を継いで魔法陣に残った。その後はキングらと共に、微力ながら力を尽くした。
エコルド
ナツメと同郷の男。クリムやマルキス並に低い魔力と呑気な性格が災いして不甲斐ない姿をさらしてばかりで、ナツメによく制裁を受けている。しかし、後の凱旋の際に王子というやんごとない人物であったことが発覚する。デュデュマとの戦いの後は旅立ったナツメに勝手に付いて行き、彼女の召使いとなる。
ロックウッド
ナツメと同郷の男。エコルドに手を上げるナツメをよくなだめているなど、基本的に苦労人。後に、ナツメ共々エコルドのお付きであったことが発覚する。
フィーグル、シェイプ、グラシズ
アカルレンと同じように、フィーアの返還をしに行った三人。ロボットを順調に撃破していたが、星のたまごから孵ったブルートゼクスに打ちのめされ、全員が死亡してしまう。
ヤズー
アドーのお付きのアルト国修練生の青年。格闘テストでベルジと戦い破れる。後に突如舞い込んできたアドーの訃報に泣き崩れ祖国へと帰ってしまった。
クルー
アドーのお付きのアルト国修練生の青年。格闘テストでシュウガと戦い破れる。後に突如舞い込んできたアドーの訃報に泣き崩れ祖国へと帰ってしまった。
サリー、ラムー
アドーのお付きのアルト国修練生。後に突如舞い込んできたアドーの訃報に泣き崩れ祖国へと帰ってしまった。
ラビュ、ボンズルンボブスン、ハーミスト
ジュリアガーデンから派遣された修練生。チェルチェからミトの代わりに活躍するよう期待された。チェルチェのごり押しによってフィーアとの融合実験を行うが
実力不足で入院することとなる。その後寄生丸によって強引に融合するも制御できず、虹の奇襲を受けるきっかけを作ってしまった。
ハル、マレキュール
融合に成功したという描写はないが最後までマジェンカ魔法陣に留まる。デュデュマとの決戦の時は街で避難が遅れている人がいないか走り回った。
ザッツ
アドーの訃報で自分の才能では無理だという事を悟り魔法陣を退去した。
ミッフィ
アドーの訃報で母恋しくなり魔法陣を退去した。

### その他マジェンガ王国関係者
アズラック
「鉄身の巨人討伐隊」の実力者の男。ベルジとシュウガの才能を知り、討伐隊に誘う。それ以降もベルジのことを気にかけるなど、彼を引き入れたことに責任を感じている。後にマスターパイネルらと共にマジェンガ魔法陣の教官を務め、クロイツの戦闘訓練などで頻繁に姿を見せる。主にクロイツ補佐として活動しており、人間代表の人物。
なお、意外とお茶目な面やギャグ描写への適性もあり、厳つい顔つきに反してキャラクターは非常に表情豊か。
コルシカ
「鉄身の巨人討伐隊」隊長で、ポニーテールが特徴の女性。ロボットに弟を踏み潰された過去を持つ。
ザムスターク大陸への遠征で、ロボットが「炉」を完成させたことを知り、近隣住民を避難させようとするが理解を得られず、やむなく遠征隊とともに退去するが、その直前、彼女の落し物を届けに来た少年・チオに死んだ弟の面影を見、拉致同然の形でチオを脱出させる（その直後、チオの村はロボットによって全滅した）。その後はあまり出番に恵まれないが、魔法陣の教官に加わっている模様。
チオとともに各地から情報を集める仕事を行っている。
アップル
クロイツを研究する女性博士。緊急時ゆえに危険な研究も可能な今の時代を喜ぶなど、マッドサイエンティストな面がある。クロイツ発見時には現場へ赴くことも多い行動派である。
歯に衣着せぬ物言いが多く、ややシニカルな表現をすることもあるが、クロイツとの融合の影響で倒れたベルジの健康を気遣うなど、思いやりのある面もある。アズラックやコルシカと同様に、魔法陣の教官を務める。
ジョッシュ
アップルの助手。クロイツを初めて見た時やベルジの船上での学力テストの時など、興奮するとやや周りが見えなくなる面がある。
マルキスの父
マジェンガ魔獣騎兵隊の隊長であり、寄生石の研究者。動物に負担のかからない寄生石の開発をしていたが、実験は失敗し、助手でもあった妻を失った過去を持つ。
試験官として訪れたマジェンガ魔法陣で、凡庸な息子と見ていたマルキスの成長を認めるが、その上でマルキスに退学を勧告する。
物語終盤、デュデュマ接近で民衆が避難する中、アップルらの補佐を得て六大石を完成させた。
チェルチェ・ジュエリア
ジュエリアガーデンの当主。女神であるミトですらも立場上逆らうことができないため、実質マジェンガNo.1の権力者である。
地位や名誉のことしか頭になく、いかにして上り詰めるかばかり考えている上に、死地で戦うクロイツの融合者たちも自分のための駒とみなしているため、多くの人間から反感を買っている。
マジェンガ魔法陣のスポンサーという立場を利用してミトやパイネルらを自分の言いなりにさせてきたが、北の大平原の戦いを機に魔法陣が他国からの寄付金のみで維持可能となったことで言う事を聞く必要性が無くなり、ミトにジュエリアガーデンを乗っ取られ、当主の座を追われる。
ドニー
北の大平原の戦いで重傷を負ったマスターパイネルに代わり、マジェンガ魔法陣の統括者に就いた男。
ミトに次回の戦いへの出陣を要請。それがシュウガのフラメアインス融合で頓挫すると、シュウガにミトとの交代を頼んだ。
チェルチェの部下として一応従ってはいるが、内心では名誉や権力に固執するチェルチェをバカ呼ばわりし、時には直接諫言するなど決して悪人ではない。現場に対する理解はないものの、シュウガが依頼を断るだろう事を理解した上であえて依頼するなど中間管理職の悲哀も垣間見せる。チェルチェの放逐後は直ちにミトに従った。

### その他の人物
ベルジの父
ポッカ島を海賊の手から守り散っていった戦士。ベルジにはその最期は「最後まで逃げずに勇敢に戦った」と伝えられていたが、実際には死の恐怖から敵前逃亡したところを後ろから背中を斬られていた。それが致命傷となり、死の間際に、偽装のためシュウガの父に正面から自分を斬ってもらい命を落とした。
シュウガの父
ベルジの父とは息子達同様、深い絆で結ばれた親友の関係にあった。ベルジの父を本人の頼みで殺害するが、偶然シュウガに現場を見られてしまっていた。シュウガの父はこのことを誰にも言わないようにと息子に伝え、ベルジの面倒を見るよう言い残し島を去った。
その後長らく姿を消していたが、デュデュマの侵略により世界が滅亡の危機に瀕したことで最後に妻の墓参りをと島に戻り、そこで息子と再会する。シュウガによく似た外見の人物で性格もシニカルだが、口数も多い。
ギン
「ズィルバー海賊団」のリーダー。弟のヴィンと共に漂流中、ベルジらを乗せてポッカ島からマジェンガに向かう船「ブルーメンシュトラオス号」に救出された。そこで船の奪取を企てるが、その最中にロボットが襲来。窮地を凌ぐため、砲手として迎撃に当たる。
救助される3日前にアジトをロボットに襲撃されており、仲間と船で脱出したが、その船も攻撃され、彼とヴィンだけが生き残った。ギンの情報のおかげでブルーメンシュトラオス号のクルーはロボットの接近に対処することが出来た。
親子二代の海賊だが、ギン自身は略奪と殺戮に明け暮れていたという父プラーティンを嫌悪しており、海の平和を守ることを理想としている。
海でロボットを退けた後は弟と共に長い間牢に入れられていたが、デュデュマの侵略時に牢から出て、ロボットを迎え撃っていたマジェンガの面々の前に現れる。そして、六大石をクロイツに撃ち込む射撃手の役を買って出て、敵クロイツ達を取り戻すのに活躍した。
ヴィン
ギンの弟。大柄な男だが、気の短い兄と比べると大人しい性格をしている。
キール
レオドリスと組んで国境に迫るロボットを迎えうっていた青年。
ロボットを引きつける囮という危険な役目を任されており、常に死の恐怖に苛まれている。励ましの言葉をかけてくれるシーラァに好意を抱いている。後にフェーダードライの襲撃を受け、安否不明となる。
シーラァ
国境防衛にあたるレオドリス、キールと共にいる女性。
レオドリスに恋心を抱いており、彼の指示でキールが逃げ出さないよう心のケアをしている。
グリン
この世界の遥か未来（=『マテリアル・パズル』）に存在するメモリア王国の王子。詳細は「マテリアル・パズルの登場人物一覧#主人公とその仲間達」を参照。
自身が生きる時代に存在する謎を解明すべく、自らの魔法で魂のみを本作の時代に飛ばし、この時代で起こった出来事を見届けている。作中では姿は見せないが、冒頭の数話にて読者に対する語り手として、また両作品を繋ぐ橋渡しとしての役割を果たす。
ねこ、いぬ
『マテリアル・パズル』シリーズのみならず、土塚理弘作品のイコンと言える動物。
作品序盤に頻繁に登場したほか、本作品の単行本カバー下背表紙では、カバー背表紙に描かれた人物の顔が、これらの動物の顔に差し替えられている。

## クロイツ
星の守護神「デュデュマ」の下僕たる最強の生物。大地の力の結晶体である「星のたまご」より生み出される。魔法（マテリアル・パズル）を操る。魔導兵器（まどうへいき）とも呼ばれ、かつてはデュデュマの戦士として大地を守っていた。伝承では6体存在するとされる。
現在は白骨化した「魔王の骨」の状態で眠っているが、才能ある者の魂を生贄にして融合・存在変換することで蘇り、その力を発揮する。クロイツと融合した者は魂を蝕まれ、ロボットを破壊したいという衝動などの副作用に侵されるようになる。
クロイツとの融合・操作は基本的に才能ある者が長い訓練を積んで初めて行えるものであり、生半可な実力の者が融合しようとすると肉体に重傷を負ったり、精神が発狂したり、最悪死亡することもある。
クロイツと融合者の結びつきが強くなりすぎると他者の魂を寄せ付けなくなり、結びついた者以外がそのクロイツと融合することは極めて難しくなる。また、その融合者が他のクロイツと融合することも不可能となる。さらに結びつきが強くなると、クロイツと融合者が「完全融合」し、魔王の骨と融合者の身体が一体化する。
前述の通り、呪いともいえる魂の蝕みによってクロイツに縛り付けられることから、クロイツ（十字架）という名前がついている。
クロイツを操る難易度を表すものとして「レベル」が存在する。判明しているものは以下の通り。
- レベル1：クロイツと変換できる
- レベル2：クロイツを覚醒させ動かすことができる
- レベル3：クロイツの手足を思うように動かすことができる
- レベル4：クロイツで戦闘を行える
- レベル5：クロイツに武器を装備させ使用させることができる
- レベル6：他のクロイツと会話（意思の疎通）ができ共闘できる
- レベル7：中級以下のロボットを単独で殲滅できる
- レベル8：クロイツの魔力を高め操ることができる
- レベル9：魔法（マテリアル・パズル）を使用する
- レベル10：魔法を使い上級ロボットを単独で殲滅できる
- レベルX：クロイツの力を最大に引き出し魔法の奥義を放てる
- レベルΩ：クロイツと完全融合を果たし限界突破する
- レベル0：存在魔法（ゼロクロイツ）を放てる

クロイツはそれぞれ魔法の力を持ち、最終奥義と呼ぶべき究極の技が存在するが、完成させるのは容易ではない。また、それとは別に、禁断の秘技として自身の存在エネルギーを消費して標的の存在を消去する「存在魔法」ゼロクロイツの力を持つ。正確にはゼロクロイツの消滅効果は不完全な状態で使用された際に起こるいわば暴走効果であり、本来は5体がそろいヌルを起動させるためのものであった。その際の名称は、「鍵十字（シュリッセルクロイツ）」と呼ばれる。

### ヌル
始まりのクロイツと言われ、5体のクロイツとその融合者7人の人間の魂を変換することで起動が可能となる。
魔王の骨は剣のような形状をしており、大地の封印を解く魔法が宿っているとされる。
その実態は「デュデュマ暴走時のための対抗策」であり、鍵十字の発動によって初めてその姿を現す。他のクロイツと異なり、形状は各パーツが分離している剣（『マテリアル・パズル』に登場した命七乱月そのもの）。使用するクロイツ（あるいは使用者）を除いた全クロイツを吸収し、それを元に形成される。
本来の名を「魔導鍵 煌めきの剣（まどうけん エクスレイブ）」という（通常時の名称は『エクスレイブ・マテリア』）。
力を発揮する際は形状がカギにも似たものに変わり、刀身らしき枠組みとエネルギーの放出で刀身が形成される。吸収したクロイツのものだけでなく、星の扉を開くことですべての「星のたまご」を吸収し、大地に眠るすべての魔法を使用出来る。さらには、過去に存在しなかった全く新しい魔法を生み出すことまでも可能とし、千変万化の攻撃で大魔王デュデュマですらも圧倒する。
デュデュマとの戦いの後、その強大な力を悪用されないためロボットの部品とクリムにより一連の出来事が書き記された日記と共に封印される。
- 使用魔法
  - ウィンクルディレクター
属性「弾」。あらゆるモノを弾丸として飛ばす魔法。ヌルの魔力を弾丸として放ち攻撃した。『マテリアル・パズル』においてボブリッツが使用。
  - 四閃三獄（しせんさんごく）
属性「斬」。魔法の刃を展開し斬撃を発生させる魔法。剣撃により複数の敵を切り裂いた。『マテリアル・パズル』においてコルクマリーが使用。
  - ムーンアデルバ
属性「光」。光のエネルギーを変換し自らの力とする吸収型魔法。腕から光の矢を放つ「ディスパイアレイ」を撃った。『マテリアル・パズル』において夜馬（ヨマ）が使用。
  - 土人形（メテオン）
属性「土」。土を変換して人形を作り出す魔法。劇中ではデュデュマに向けて巨大な手を作り出しデュデュマを空中にぶっ飛ばした。『マテリアル・パズル』においてメルチナが使用。
  - 夜叉水晶（やしゃずいしょう）
属性「氷」。炎を変換し氷を生み出す。劇中では焦天回廊の炎を変換した。『マテリアル・パズル』において月丸が使用。
  - 奈落ノ大筒（ナラクノオオヅツ）
属性「筒」。デュデュマの砲撃をも跳ね返すほどの威力を持つ。シリーズで本作が初登場。
  - ブルーリングス
属性「水」。水を変換し操る魔法。『マテリアル・パズル』において阿白（アビャク）が使用。
  - 霊磁砲（れいじほう）
属性「霊」。霊を変換し、砲弾として放つ一撃必殺魔法。劇中では浮遊霊を変換した描写は見られず。『マテリアル・パズル』においてコクマが使用。
  - 極楽連鞭（ごくらくれんべん）
属性「魂」。他者の魂を変換し操作する魔法。デュデュマの魂を操作し正気に戻させようとした。『マテリアル・パズル』においてアダラパタが使用。
  - マザー
属性「仔」。『マテリアル・パズル』においてクゥが使用し禁断五大魔の一つとされている空間歪曲魔法。ヌルによって生み出された新たな魔法であり、シュウガをデュデュマを制御するマザーコンピュータのある星まで飛ばした。
  - 7thボルト
  - 三千大千世界
  - 焦天回廊
この三つの詳細は下記を参照。

### フラメアインス
- 融合者：ミト・ジュエリア、セト・ジュエリア、リト・ジュエリア、マスターパイネル、シュウガ・クロウ
デスレオンと似た姿を持つ炎のクロイツ。最強の攻撃力を持つクロイツとされ、火力・機動力などを含めた総合的な面でもトップクラスの戦闘力を持つ。
メルパトラとの結びつきが強すぎるため他の者は融合しにくい。マスターパイネルは寄生丸を用いることで、シュウガは拒絶されながらも自力で融合した。
- 使用魔法：焦天回廊（しょうてんかいろう）
属性「炎」。酒気を変換し炎を作り出す魔法。そのため融合者は融合前に大量の酒を飲む必要がある。『マテリアル・パズル』においてはクインベル（未登場）が使用するとされる。
メルパトラが廻天の術を使用してからは「焦天回廊 廻天」と呼称するようになった。
  - 炎陣剣（えんじんけん）
巨大な炎の剣を作り出す。マジック・パイル使用時は、「炎陣剣 二刀流」も放たれた。
  - 太陽陣（たいようじん）
焦天回廊の究極の技。爆炎の監獄に敵を閉じ込め、焼き尽くしさらに空間を圧迫して消滅させる。成功すれば虹であってもひとたまりもない威力を誇る。廻天の術を使用したメルパトラが変換した際は、3発同時に放たれた。
  - 螺旋炎舞（らせんえんぶ）
廻天の術を使用したメルパトラの変換したフラメアインスが放つ大技。炎を纏い回転しながら突撃する。その威力はエンゼルフェザー堕天黒以上とも評される。

### シルトツヴァイ
- 融合者：レオドリス、シュウガ・クロウ、ナツメ、アースカルフ、アカルレン、シロサギ
鳥のような頭に、ケンタウロスのような四本足を持つ盾のクロイツ。魔法の通り防御力に秀でているが、機動性も高く魔法の応用で攻撃も可能な、万能型。他のクロイツと組む場合は能力の関係上、補助の役目に回ることが多い。
所有権はマジェンガ王国にはなく、レオドリスの祖国ミーシャー公国にある。
- 使用魔法：7thボルト（セブンスボルト）
属性「盾」。大気を変換し7種の盾を作り出す結界魔法。『マテリアル・パズル』においてはナトラレーゼ（セリフのみで登場）が使用するとされる。
  - 第1の盾
周囲を台風で覆い防御する。防御以外にもここを突破する気配をつかむことで、敵の侵入位置を探るなどの応用も可能。
  - 第2の盾
外からの侵入も中からの脱出も不可能な檻を作り出す。
  - 第3の盾
中からの攻撃は通すが、外からの攻撃は防ぐ。
  - 第4の盾
第1-3の盾とは比較にならないくらい頑丈だが、一方向しか防御できず、わずかな時間しか持たない。練度次第では、複数枚同時に展開することも可能。防御だけでなく、直接相手にぶつけることで攻撃手段としても利用できる。
  - 第5の盾
第4の盾以上に固く攻撃を反射出来るが、防御範囲も持続力もほとんどない。防御特化のシルトツヴァイにとっては数少ない攻撃性の高い能力。
  - 第6の盾
術者自身を結界とする最大級の防御技。第7の盾を発動させていない現在、最高の防御力を誇る。
  - 第7の盾
7thボルトの究極の技。大魔王デュデュマの手下になっていた際のシルトツヴァイが発動させようとしたが、直前に六大石が当たり不発に終わった。

### フェーダードライ
- 融合者：ベルジ・タスク → シュウガ・クロウ
頭部の角が特徴的な、いわゆる怪獣的な容姿の羽のクロイツ。クロイツの中で最も機動力に優れるが、反面攻撃力に乏しい。魔法以外にも尻尾による打撃攻撃も得意とする。ポッカ島で眠っており、島民からはただの岩と思われていた。
ベルジとの結びつきが強すぎるため、ベルジ以外とは融合できない状態であり、虹との戦いではベルジと完全融合を果たしベルジの体内に取り込まれた。
一体化していたベルジが死亡したことで彼と共に一旦は大地に還えるが、大魔王デュデュマの下僕として復活し、大地に牙をむくようになる。その後、六大石を埋めこまれた際にシュウガが融合する。
- 使用魔法：エンゼルフェザー
属性「羽」。風を変換し羽を作り出す魔法。『マテリアル・パズル』においてはリュシカが使用する。
クロイツに対して使用する場合、当初は巨体ゆえに高く跳ぶことしかできなかったが、後の修練で飛行も可能となる。
応用技も多い。風を起こすことでロボットの放つミサイルを逸らす、風で月鉱石原石を正58面体にカットする、特定の対象に羽を付けることで、その起こす風で対象の動きを抑えたり、対象に追尾効果を持たせたりする、など多数の技を使用している。後にドレス化を習得し攻防を高めた上での戦闘を見せている。その他にも、球形に押し固めた風の塊をぶつける攻撃や、小さな竜巻を発生させたりと、次々と新しい技が生み出されている。そのため、他のクロイツと組む場合は攻撃から撹乱、魔法による補助まで何でもこなす。
- エンゼルフェザー堕天黒（タナトス）
エンゼルフェザーの奥義。羽は悪魔の翼のように黒く染まり、枚数も二枚から六枚に増える。ベルジは完全融合することで到達した。従来のエンゼルフェザーとはパワー・スピードともに比べものにならないほど上昇しており、その力は他のクロイツを圧倒するほど。この状態でのみ、羽（風）を凝縮したビームを口から放つ技が確認されている。
  - 黒閃迅（こくせんじん）
掌から黒い閃光を放つ技。連発も可能だが、威力は控えめ。それでも、並みのロボットを一瞬で破壊するほどの威力を持つ。
  - メギドウィング
ベルジが決死の覚悟で放った大技で、爆炎を取り込み、炎の翼を形成する。なお、発動形態こそやや異なるが、風と火の合わせ技として『マテリアル・パズル』本編でもリュシカとティトォが心を合わせて使用しており、絶大の防御力を持つ魔導膨斧を粉砕した。

### グラヴィタチオンフィーア
- 融合者：シュウガ・クロウ&シロサギ&アースカルフ、ナツメ&テレサ&エンド、フィーグル&シェイプ&グラシズ
赤ノ妃龍破壊後に発見されたクロイツ。全体的には翼のないドラゴンや首長竜に似たフォルムで頭が三つある。融合には三人の魂が必要となるが、同性での融合の方が上手くいくとされる。
当初は使用魔法が不明だったため、フィーアとだけ呼ばれていた。シルトツヴァイと同じく、所有権は他国にある。クロイツの中でも特に大型で重量級の外見をしており、機動力はそれほど高くはない（格闘戦が出来る程度の敏捷性はある）。
- 使用魔法：三千大千世界（さんぜんだいせんせかい）
属性「重」。重力を変換し操る魔法。三つの頭のそれぞれから重力を変換した球体状の「星」を作り出し、周囲の力の方向を歪める重力場を発生させる。敵の攻撃の軌道を逸らし、更に遠心力をかけてエネルギーを倍加させた上で相手にぶつける、などの戦法が可能。最低二つは星がないと満足に機能しない部分がある。星の数を三つ揃えて放つことで、球体状の強力な重力場を作り出す。物質の質量を変化させることも可能。

### ヒッツェフュンフ
- 融合者：アースカルフ
虹の全滅後にアースカルフの故国で発見されたクロイツ。腕が四本ある大柄な体躯が特徴。見た目は類人猿や鬼のような姿で長毛が全身を覆い、攻撃的な顔つきや頭部の角が特徴的。
ヌルを除いた五体のクロイツの中では最も出現の遅いクロイツである。
- 使用魔法：パイナップルフラッシュ
属性「熱」。自身のテンションを変換し熱を作り出す魔法。テンションが上がると熱を放ち、下がると逆に周囲の熱を奪う（低温状態を生み出す）。『マテリアル・パズル』においてはドルチルが使用する。デュデュマ勢との戦いにおいて、下がったテンションにより周囲を凍結させ、フィーアの動きを止めたほか、上がったテンションによる熱の放出でツヴァイに突撃した。

### ブルートゼクス
- 融合者：なし
虹の全滅後に大魔王デュデュマが新たに「星のたまご」より生み出したクロイツ。「自らを守るもの」として生み出したためか、ただ破壊してもその血液から分身を生み出し続けるため、倒せない。新たに生まれた存在のため、「魔王の骨」にはなっていない。足がなく宙に浮いており、鎌のような爪と、先端が球になった尻尾を持つ、甲殻に覆われた竜のような姿をしている。
何度も復活する分身で三十士たちを苦しめたが、廻天の術を使用したメルパトラのフラメの前に敗れ去り、最終的には六大石を埋め込まれて沈黙した。戦いが終わった後は、六大石を宿したままどこかに姿を消した。
- 使用魔法：真紅虎龍牙（しんくこりゅうが）
属性「血」。他者や自身の血を操る無限増殖魔法。尻尾の球をぶつけ攻撃する技もある。『マテリアル・パズル』においてはブライクブロイドが使用するが、それ以前は禁断五大魔として大地に厳重に封印されていた。

## ロボット
「鉄身の巨人（てつみのきょじん）」とも呼ばれる。人類の根絶を目的に動く、心を持たない鉄の巨人達。既に大地の5分の1はロボットの手により荒野に変えられてしまっているという。
エネルギーの補給や整備を行う「炉」と呼ばれる拠点を中心に活動し、各地に炉を建設することで、その活動範囲を広げている。炉の建設が完了していない場所や、活動範囲を超えた場所では破壊活動を行うことは基本としてない（ベルジが最初に戦った個体は大きく破損しプログラムが狂っていた）。また、特定の活動エリアを管轄する虹が破壊されると、そのエリアにいるロボットは全て停止する。
虹の全滅後は完全に沈黙したように思われたが、ロボットにより改造されたデュデュマの指揮のもと、侵攻を再開する。戦いが終わった後は全てのロボットが解体され資源として再活用されていったが、一部の部品はエクスレイブとクリムの日記と共に封印される。

### 虹
全てのロボットを支配する7体のロボット。7色に塗り分けられているためこう呼ばれる。通常のロボットより遥かに強い力を持ち、損傷しても瞬時に修復する圧倒的な再生力を有している。
物語開始の約20年前に、グランドゼロを追って星のエネルギーを奪うために、遠い宇宙からこの星に飛来した。実際に地上で活動するロボットは虹が自らの分身として建造したものである。形状は他のロボットたちとは大きく異なり、所謂ロボットらしいものは皆無。ゴーレムやブリキ人形という方が近い個体や、昆虫などに似た形状の個体もあり、バリエーションが豊か。
普段は天空に位置し、地上に異変が生じた場合には偵察のため、また炉の33パーセントが破壊された場合には原因の排除のため、地上に降下することが判っている。しかし、虹の数が減るにつれ、この法則にあてはまらない行動も多くとるようになっていった。
ミトや三十士らの活躍により全機が破壊されるが、後に大魔王デュデュマが大地の力を用いて、エネルギー流動体として復活させた。
多くの個体は黒い球体にパーツ（あるいは核）が存在するデザインとなっている。
なお、一部の個体は『マテリアル・パズル』に出てくる魔法「三獅村祭」の合成魔法拳の技名に出てくる名称（華龍、卍龍、彗龍）がついているが、関係性は不明。
赤ノ妃龍（アカノヒリュウ）
龍のようにも見える形をした個体。フラメアインスとシルトツヴァイによって破壊。高い機動力を誇り近接戦・遠距戦共に優れ、レオドリスを驚愕させている。攻撃を受けて切り離された腕の再構築や、自身の体からミサイルを作り出す際に『マテリアル・パズル』における魔法変換に似た現象を見せている。
橙ノ華龍（トウノカリュウ）
本編開始時点では唯一姿を全く見せない、何もかもが謎だった個体。姿を現した際の形状は道化師を髣髴とさせる。目覚めたグランドゼロを破壊すべく、北極大陸に藍ノ刻龍と共に現れる。
エンゼルフェザー堕天黒を発動したフェーダードライに一蹴され沈黙したように思われたが、再生してフラメアインスと融合し、フラメの体を操ってフェーダーに襲いかかる。しかし、ベルジが切り離されたフェーダーの腕にエンゼルフェザーを付けて飛ばしたことで、不意を突かれて破壊される。
黄ノ卍龍（キノマンジリュウ）
北の大平原にて、セトが融合したフラメアインスのゼロクロイツにより消滅。上半身は人型であるが、下半身は球体を囲む檻のようになっている。また、その質感はどこか樹皮を連想させる荒削りなもの。初めて破壊された虹。
緑ノ深龍（リョクノシンリュウ）
リトと融合したフラメアインスのゼロクロイツにより消滅。虫に近い形状をしており、もっとも有機的なデザインをした個体。
青ノ彗龍（アオノスイリュウ）
水状の身体（厳密に言うとその中に赤ノ妃龍に近いシルエットの固形らしき身体がある）を持つ個体。二度目の融合後のベルジ達の前に現れ、その後赤ノ妃龍を破壊したフラメアインスとシルトツヴァイの前に現れるが、マジック・パイルを使用したフラメアインスと戦い撤退。
チューンナップの後、暴走したフィーアを止めるフェーダードライの前に紫ノ珀龍と共に現れる。フラメアインスの太陽陣によって破壊。
初登場時のシルエットではそれまでのロボットに近いものであった。
藍ノ刻龍（アイノコクリュウ）
四本腕がある観音菩薩像のような形をした個体。右手に杖のようなものを、左手に剣を握っている。世界中で目撃されている（=世界中が活動範囲である）ため、全世界を統括する虹のボス的存在と考えられている。橙ノ華龍と共にグランドゼロを破壊するために飛来する。
最強の虹であり、エンゼルフェザー堕天黒を発動した状態のフェーダードライですら歯が立たないほどの力を持つ。橙ノ華龍との連携でフェーダーを追い詰め、巨大な爆弾で止めを刺そうとするが、逆に爆発で生じた炎を利用したメギドウィングによって破壊された。
紫ノ珀龍（シノハクリュウ）
守りではなく、攻めのためのチューンナップの後、暴走したフィーアを止めるフェーダードライの前に青ノ彗龍と共に現れる。ロボットというよりも彫像のような姿をしている。柱となる部分がガラスケースのようになっており、小柄な竜の体のようなものが見える、かなり変則的な形状をしている。地上に降り立ったときは、地面に根を張り地中を移動する。
フラメアインスの太陽陣を地中に潜ることで回避し、フェーダードライに攻撃するが、エンゼルフェザー堕天黒を発動させたフェーダードライによって破壊。

### その他
グランドゼロ
虹より先に、最初に大地に降り立ったといわれる始まりのロボット。他のロボットより遥かに巨大な機体。
虹を造った惑星と敵対する惑星の文明によって造られたロボットで、星のエネルギーを奪うために送り込まれたが、グランドゼロを追って飛来した虹と激戦を繰り広げ、惨敗を喫する。その際、機能停止の寸前に他のロボットを狂わせる磁波を放ち、その結果虹は本来の目的を見失い、無意味な破壊活動を繰り広げるようになった。
その後は北極大陸で眠り続け、ミトの仙里算総眼図によってその存在が発見された。体内に星のエネルギーを集め貯蔵する機関を備えており、それを利用した虹によって内部にデュデュマを封印させられていた。
内部に侵入してきたミトを取り込み再起動しようとするが、現れた二体の虹によって今度こそ完全に破壊される。
デュデュマ
星の守護神デュデュマが、虹によって倒されグランドゼロ内部に封印された挙句、ロボットに改造された姿。星のエネルギーに近い状態であった本来の姿とは異なり、無機的な装甲を多く纏っている。グランドゼロによって暴走させられた虹と同様に星の破壊を目的とし、虹の代わりとなってロボットを統率し破壊行動を行うだけでなく、大地の分身としてその力を操り、大地の記憶と存在エネルギーを使い新たにクロイツを作り出すことも可能。
虹を造った惑星の中枢に捨てられた「マザーコンピューター」により支配されており、それを破壊しないかぎり正気には戻らないとされる。

## 用語
『マテリアル・パズル』にも登場する用語については、末尾に「※」を付加する（ただし、言葉は同じでも用法・意味は異なる場合がある）。
魔王の骨（まおうのほね）※
魂の無い骨だけの状態のクロイツ。恐竜の骨の化石を思わせる形をしている。
大地から力を呼び起こすきっかけに過ぎず、極めれば一部のみの状態、まったくない状態でもクロイツに変換することが可能。
『マテリアル・パズル』の時代においては、太陽丸が死の間際にその名を口にし、ライトの祖父・万も魔王の骨に関する資料を遺した。『マテリアル・パズル 彩光少年』でのメモリア初代女王の言葉によればクードラドールを倒す手がかりという。ただし、現代では伝承の内容が異なって伝わっている模様。
星のたまご（ほしのたまご）※
クロイツを生み出す結晶体。木の実のような外見を持つ。
存在変換（そんざいへんかん）※
融合者が魔王の骨と一体化してクロイツとなるプロセス。本来は才能ある者が長い訓練を積んでようやく魔王の骨と融合できるが、ベルジとミトは訓練なしでの発動が確認されている。
存在変換にあたっては、融合者が自身の血を介してその意識を魔王の骨に伝える作業が必要となる。そのため、ミトやレオドリスには両腕に大量のリストカットの跡があり、包帯で隠している。
ベルジは後にフェーダードライとの融合を極めたことで、血を流すことなく存在変換できるようになっている。
デスレオン
ポッカ島に生息するライオンや虎に似た魔獣。この世で一番とされるほどの脚力を持つが、獰猛な性格故に人に懐かず、通常は寄生石無しで乗りこなすことはできない。自身の何倍もの大きさの獣を圧倒出来るなど、並大抵でない身体能力を誇る。
ペル
ベルジの乗るデスレオン。全身白い毛皮と、黒い尻尾を持つ。酒が好き。クロイツと融合しロボットと戦っていたベルジを助けるため、ロボットの注意を引き、死亡する。
クロ
シュウガの乗るデスレオン。ペルとは異なり四肢は黒い毛で覆われている。また、酒は嫌い。最後まで生きのび、世界の終わりの後でも生き続ける。
シーマ
移動に使われる馬によく似た動物。
マックン
クリムの乗るシーマ。
キマイラ
非合法の研究で作り出された合成生物。風貌は翼と大きな角、大蛇のような尾を持つ大型のデスレオンと噂されていたが、本当にそのままの姿をしていた（作中で噂を聞いていたシュウガは、実際に出会った際に「そのままズバリじゃねーか」と評している）。何らかの理由で脱走し、ティーアの森に隠棲していた。
キラ
マジェンガ魔法陣入学試験でシュウガに発見されたキマイラ。長時間の格闘の末シュウガに従うようになるが、魔獣操心試験中に、開発者の意を受けたと思われる武装集団に襲われ、シュウガの手で森から逃される。
その後長らく消息を絶っていたが、世界を救う決意を固めたシュウガの前に現れ、彼を乗せてマジェンガに向かう。
マジェンガ王国（マジェンガおうこく）
この世界においてトップクラスの大国。ロボットとの戦いのため、鉄身の巨人討伐隊を作り上げ、各地からクロイツを動かす素質がある者を集めている。女神と呼ばれるミトがいることもあり、女性が強い社会構成となっている。
高い技術力や多様な文化、世界中から料理が集まってくるなど、『マテリアル・パズル』におけるメモリア王国のような位置付けにあると思われる。
マジェンガ魔法陣（マジェンガまほうじん）
クロイツとの融合者を養成する施設。マジェンガの首都から北東30キロメートル離れたティーアの森の中にある。
マジェンガは2年以内に最低6名の（即戦力の）融合者と最低18名の融合者候補を養成する方針を立てており、そのために設けられた。
入学試験はもちろん、入学後の訓練（特に魔王の骨との融合訓練）も死者や発狂者が出るほど過酷なものである。
女神の三十士（めがみのさんじゅっし）
女神ミトを助けるために集められた戦士達で、マジェンガ魔法陣の入学テストをくぐり抜けた29人にマスターパイネルを加えた30名のことを指す。
後に脱退などで欠員が出たため30人未満の人数となるが、特に人員の補充等は行われていない模様。
『マテリアル・パズル』に登場する同じ読みの「女神の三十指」との関係は不明。
ジュエリアガーデン
マジェンガ王国でも屈指の名家で、マジェンガ魔法陣のスポンサーを務める。
ジュエリアの名を掲げて戦ったセトやリト、そしてミトの活躍によってマジェンガ王家すら凌ぐ絶大な権力を築いている。そのため、権力維持にこだわっている。中でも直接的な効果の見込める「ジュエリアガーデン関係者によるロボット撃破」を何よりも望んでおり、衰弱しているミトを動員させたがったり、一族から送り込んだ候補生を使わせたがるなど、現場との確執がある。
後にマジェンガ魔法陣が他国からの寄付のみで維持できるようになったことで、ミトに乗っ取られる。
ポッカ島（ポッカとう）
ベルジ達の故郷の小さな島。マジェンガ東方の海に位置する。フェーダードライはここに魔王の骨の状態で眠っており、「とんがり岩」と呼ばれていた。船旅の際には「アルアドの樹」の灰を撒く風習があるほか、17歳になるまで島からは出ることができないという掟がある。
寄生石（きせいせき）
生物を操るのに使用する石。一見すると虫が閉じ込められた琥珀のような石。
獰猛な魔獣でもこれを飲み込ませると言うことを聞くようになる。これを飲み込まされると、瞳に模様（『マテリアル・パズル』においてアダラパタが使用した魔法「極楽連鞭」で操られている生物の瞳に現れるものと同じもの）が浮かび上がる。生物にかかる負担は大きく、マルキスの父は一時負担の少ない寄生石の開発を進めていた。
クロイツをコントロールするのにも必要となる石で、クロイツの目に入れることで効果を発揮する。ただし、量が少ないと効果は薄い。
寄生丸（きせいがん）
寄生石からつくられる丸薬。強制的に脳波や魔力をクロイツに適応させてくれるが、効果が強いだけに副作用も大きく、身体に激しい負担をかけてしまう。寄生石と同じく、使用時には瞳に極楽連鞭の模様が現れる。
六大石（ろくたいせき）
北極大陸で見つかった、大地の力が凝縮された結晶を練磨して作られた石。名前の通り6つある。あらゆる存在エネルギーを抑え、デュデュマに支配されたクロイツすら引き戻すことができる。また、クロイツに秘められた力を引き出す効果もある。なお、寄生石と違い目に入れる必要はない。
一つはブルートゼクスに埋め込まれたことで失われ、『マテリアル・パズル』の時代には「五大石」として伝えられる。
最終話では「クロイツの魂が眠る」とされているが、詳細不明。なお、『マテリアル・パズル』では「五大石」に宿る精霊が「わたしは デュデュマの ちゅうじつなしもべ」と名乗るシーンがある。
月鉱石（げっこうせき）
船の動力や、ロボットとの戦いで使用される強い力を持った石。弾として大砲から撃ち出したり、そのエネルギーから光の盾を作りだす事ができる。偵察機程度ならこれで対抗できるが、上位機体にはクロイツを使って原石（人間の背丈の倍以上の大きさがある）を投擲する以外に対処手段はない。
なお、弾として使用する場合は、聖58面体（ブリリアントカット）に加工する。また、シルトツヴァイが月鉱石と思しき槍状の物体を投擲していたこともある。
仙里算総眼図（せんりざんそうがんず）※
ミトの持つ、遠方で起こった出来事などを見聞することができる能力。大地に刻まれた過去の出来事の記憶を映像のように見ることもできる。ミト曰く、「大地（星）は石と炎でできており、炎の一族と石の一族の子である自分は母なる大地の記憶を詠むことができる」とのこと。
『マテリアル・パズル』においてティトォが操る同名の能力との関連は不明（ミトにはティトォ同様こめかみを叩く癖がある）だが、ティトォの仙里算総眼図の本質が未来予測なのに対し、ミトの仙里算総眼図の本質は千里眼と差異がある。
なお、7巻では千里算総眼図と表記されている。また、同巻では特に星の記憶を詠む能力に対して「星詠み（ほしよみ）」という表現も用いられている。
支魂の術（しこんのじゅつ）
親兄弟など、血縁関係にある者同士で力の受け渡しを行う術。具体的な原理などは不明。
マジック・パイル※
支魂の術の極限技で、支魂の術により受け継いだ力を全て解放する。瞬間的に爆発的な力を得ることができるものの、複数人の力を一つの肉体で発揮するためその負担は凄まじく、使用後は吐血し髪が変色してしまうほどの反動を受けてしまう。ミト曰く、素質がない人間では耐えきれずに死んでしまう。
廻天の術（かいてんのじゅつ）
ウイルスを注入し細胞をつくりかえ、肉体の限界を引き出す術。対象を選ぶ支魂の術と違い誰にでも使用でき、他人の力ではなく自分の力のみを使うが、数日経ったのち必ず死ぬとされる。特別な材料を調合し、ミトの魔力を注ぐことで完成する。完成形はネジのようなものになっており、そのネジを体に挿すことで効力を発揮する。
『マテリアル・パズル 彩光少年』に登場したジャンクーアの娘の額にもネジが埋め込まれているが、関連は不明。
デュデュマ※
この時代において大地の守り神とされる存在。ポッカ島などではクロイツはデュデュマそのものと勘違いされるなど、民間信仰の対象ともなっている。
グランドゼロと虹が降り立ったとき、両者を排除するために現れたが、虹に捕縛されてグランドゼロの中に封印され、ロボットに改造されてしまう。虹がグランドゼロの電磁波によって狂っていたためそのままとなっていたが、虹とグランドゼロが破壊されたことによって、大地を破壊するためだけの存在大魔王デュデュマとして降臨する。その後はロボットや大地に還ったクロイツを従え、次々に各地を侵略していく。
最終的にはシュウガの活躍によって解放されて大地に還り、荒廃した大地に潤いを与えた。
各地での信仰の像は竜が球体に乗っかっているものとなっている。
星のたまごとの関係については、「マテリアル・パズル#用語解説」も参照のこと。
女神（めがみ）※
マジェンガ王国におけるミトの二つ名。また、全盛期のベルジも「英雄」と呼ばれていた。

## 刊行一覧
- 起動編

1巻、2009年3月22日発行、ISBN 978-4-7575-2476-7
2巻、2009年7月22日発行、ISBN 978-4-7575-2583-2
3巻、2009年11月21日発行 ISBN 978-4-7575-2720-1
- 召喚編

4巻、2010年5月22日発行、ISBN 978-4-7575-2871-0
5巻、2010年11月22日発行、ISBN 978-4-7575-3071-3
- 天命編

6巻、2011年3月22日発行、ISBN 978-4-7575-3165-9
7巻、2011年6月22日発行、ISBN 978-4-7575-3251-9
8巻（血胤編も含む）、2011年11月22日発行、ISBN 978-4-7575-3408-7
- 血胤編

9巻、2012年5月22日発行、ISBN 978-4-7575-3588-6